# 甘南夏河机场
}}
甘南夏河机场位于甘肃省甘南藏族自治州夏河县库塞塘村附近，距离夏河县和合作市分别为72公里和56公里。2010年9月7日开工建设，并于2013年8月19日建成通航。夏河机场建设项目按照满足2020年旅客吞吐量14万人次、货邮吞吐量560吨的目标设计，总投资为72,157万元，总用地约2,600亩，机场飞行区等级4C，跑道长3,200米，航站楼3,000平方米，站坪机位2个，其为列入国家、西北地区和甘肃省“十一五”民航发展规划重点项目之一。
夏河机场服务范围包括甘南州、临夏州等地区，是甘肃省少数民族地区的第一个通航民用机场。

## 建设历史
2009年4月，国务院、中央军委同意修建甘南夏河机场。
2011年5月，夏河机场正式开工建设。
2013年6月11日，夏河机场顺利完成飞行校验。
2013年6月4日，夏河机场空管工程顺利通过竣工验收。
2013年7月18日，夏河机场顺利完成试飞。
2013年8月19日，甘南夏河机场正式通航。2019年，完成旅客吞吐量8.6091万人次、货邮吞吐量241.8吨，飞机起降1400架次。
2022年3月25日，甘南夏河机场因新冠疫情影响停航。
2023年5月24日，经甘肃省交通运输厅、甘南藏族自治州人民政府、甘肃省民航机场集团与西部机场集团的多轮谈判，就甘南机场运营管理权移交事宜达成一致意见，并按照约定积极开展实质性移交工作。5月31日，甘肃省民航机场集团开始开展甘南机场接管工作。6月19日甘肃省民航机场集团董事会决定成立甘肃省民航机场集团有限公司甘南机场公司，6月20日签署甘南机场移交协议。

2023年8月1日，甘南夏河机场在停航1年零4个月后成功复航，由四川航空公司执飞成都-夏河每日往返航班。

## 航空公司与航点
2025年夏秋航季（3月30日至10月25日）
| 航空公司 | 目的地           |
| -------- | ---------------- |
| 四川航空 | 成都、拉萨、西安 |